# Château Courtejoie
 (juin 2025).
Si vous disposez d'ouvrages ou d'articles de référence ou si vous connaissez des sites web de qualité traitant du thème abordé ici, merci de compléter l'article en donnant les références utiles à sa vérifiabilité et en les liant à la section « Notes et références ».
Le château Courtejoie, également appelé château d'Ouloy, est un château situé rue Arnauld de Lexhy 36 à Jemeppe-sur-Meuse dans la province belge de Liège.

## Historique
Ce château porte le nom d'un ancien propriétaire, Jean de Courtejoye, seigneur de Grâce, marié à Jeanne de Bombaye, qui s'y installe en 1613. Au début du XVIIIe siècle, il tombe aux mains de Gilles Mathieu de Ghêquier, également seigneur du château d'Ordange. Au XIXe siècle, le propriétaire est la famille Chefnay, suivie par Arnold Lambert Joseph de Lexhy, propriétaire de la mine de charbon et bourgmestre de Jemeppe de 1867 à 1881.
En 1963, le château est vendu à la commune de Jemeppe et devient finalement une bibliothèque.

## Bâtiment
Le château se trouve dans un jardin et se compose de deux bâtiments reliés par une construction plus récente. L'ensemble était autrefois entouré de douves. La partie la plus ancienne, datant peut-être du XVe siècle, comporte encore la porte d'entrée avec les points d'ancrage de l'ancien pont-levis. À gauche de ce bâtiment se trouvait autrefois une tour d'angle ronde, remplacée en 1927 par une grotte de Lourdes en moellons de calcaire. La pierre de taille au-dessus de la porte portait autrefois les armoiries de Jean et Jeanne, mais elles ont été martelées à la fin du XVIIIe siècle.
À droite se trouve une double habitation qui, à l'origine, datait probablement du XVIe siècle, mais qui a été modifiée au cours des siècles suivants. Une aile plus récente a été ajoutée perpendiculairement à celle-ci.